# هوغو غراف فون أوند تسو ليرشينفيلد أوف كوفيرينغ أوند شونبيرغ
هوغو ماكسيميليان فيليبوس لودفيغ فرانتسيسكوس غراف فون أوند تسو ليرشنفيلد أوف كوفيرينغ أوند شونبيرغ (بالألمانية: Hugo Maximilian Philippus Ludwig Franziskus Graf von und zu Lerchenfeld auf Köfering und Schönberg) (21 أغسطس 1871 في كوفبرينغ - 13 أبريل 1944 في ميونيخ)،  عُرفَ اختصاراً باسم غراف فون ليرشنفيلد-كوفيرينغ، كان سياسي بافاري ودبلوماسي ألماني من حزب الشعب البافاري شغل في الفترة من 1921 إلى 1922 منصب رئيس وزراء ولاية بافاريا ووزير الخارجية ووزير العدل في ولاية بافاريا ومن الفترة 1924 إلى 1926 كان عضوًا في مجلس النواب الألماني. في عام 1926 كان سفير ألمانيا في النمسا، وفي الفترة من 1931 إلى 1933 سفير ألمانيا في بلجيكا.
كان ينتمي إلى حزب الشعب البافاري، وهو حزب محافظ انفصالي في بافاريا تشكل بعد الحرب العالمية الأولى.